# Ołeksij Kuriłow
Ołeksij Mykołajowycz Kuriłow, ukr. Олексій Миколайович Курілов (ur. 24 kwietnia 1988 w Kerczu, w obwodzie krymskim) – ukraiński piłkarz, grający na pozycji obrońcy.

## Kariera piłkarska

### Kariera klubowa
Wychowanek klubu Szachtar Donieck. Na początku kariery piłkarskiej występował w trzeciej i drugiej drużynie donieckiego klubu. W październiku 2006 jako wolny agent przeszedł do Metalista Charków. Na początku 2009 został wypożyczony do Zorii Ługańsk. W rundzie wiosennej sezonu 2009/10 grał na wypożyczeniu w drużynie Wołyń Łuck. W lipcu 2010 został wypożyczony do Tawrii Symferopol, a w styczniu 2011 do Worskły Połtawa. Latem 2011 połtawski klub wykupił kontrakt piłkarza. 1 sierpnia 2014 podpisał kontrakt z Metałurhiem Zaporoże. Po zakończeniu sezonu 2014/15 opuścił zaporoski klub. 7 lipca 2015 powrócił do Metalista Charków. 15 lutego 2016 za obopólną zgodą kontrakt został anulowany, a już wkrótce został piłkarzem Szachtiora Karaganda. 17 czerwca 2016 anulował kontrakt z klubem z Karagandy, a już 1 lipca 2016 zasilił skład rosyjskiego Fakiełu Woroneż. Latem 2018 przeszedł do Kyzyłtaszu Bachczysaraj. 12 lutego 2019 został piłkarzem FK Słuck.

### Kariera reprezentacyjna
W latach 2004-2007 występował w juniorskich reprezentacjach U-17 i U-19. Od 2008 bronił barw młodzieżowej reprezentacji Ukrainy.

## Sukcesy i odznaczenia

### Sukcesy klubowe
- brązowy medalista Mistrzostw Ukrainy: 2006/07, 2007/08